# Inskrypcje runiczne z Bergen
Inskrypcje runiczne z Bryggen (Bergen) – zbiór około 670 średniowiecznych inskrypcji runicznych, wykonanych na drewnie (głównie sośnie) oraz kościach, znalezionych w 1955 w Bryggen (i jego okolicach) w Bergen (Norwegia).
Odnalezienie tych run jest związane z pożarem z 4 lipca 1955 roku, który wybuchł w drewnianych zabudowaniach w Bryggen. Na pogorzelisku znaleziono inskrypcje runiczne, których liczba dziś sięga nawet 700. Odkrycie zostało uznane za jedno z najważniejszych w odniesieniu do run w XX w. Przed 1955 rokiem podawano w wątpliwość, czy napisy runiczne były wykorzystane w innych celach niż tylko pisania nazw i uroczystych zwrotów. Po odkryciach w Bryggen okazało się, że runy wykorzystywano na co dzień nie tylko na terenie Bergen, ale również całej Skandynawii. Innym ważnym aspektem tego odkrycia było ukazanie, że wiele z tych napisów wykorzystywano nawet do XIV w., co było sporym zaskoczeniem, ponieważ przed rokiem 1955 uważano, że runy wyszły z użycia dużo wcześniej. W pozostałych częściach Norwegii (Oslo, Trondheim oraz Tønsberg) również znaleziono napisy runiczne tego rodzaju.
Osobą, która zaangażowała się w pracę nad runami z Bryggen, był norweski badacz run Aslak Liestøl (następca Magnusa Olsena w Runearkivet w Oslo). Inskrypcje runiczne z Bryggen są przechowywane w Bryggens Museum w Bergen, a tylko nieliczne z nich eksponowane na wystawach muzealnych. Każda z run ma swój numer identyfikacyjny, składający się ze skrótu „B”, oznaczającego Bergen, a następnie z trzycyfrowej liczby, np. B001.

## Zastosowanie run

### Runy w życiu codziennym
Runy odnalezione w Bergen dają wiele informacji na temat ich zastosowania. Mimo tak późnego okresu pochodzenia tych znalezisk, są one zapisane pismem wydawałoby się wymarłym. Wiele jednak lat po zastąpieniu pisma runicznego alfabetem łacińskim, i mimo postrzegania run przez część społeczeństwa za pogańskie magiczne znaki, okazuje się, że znajdowały one zastosowanie w życiu codziennym. Znalezisko z Bergen pokazuje, że pismo to służyło nie tylko do tworzenia pięknie zdobionych kamieni pozostawionych na pamiątkę po zmarłym czy po ważnym wydarzeniu, ale również do krótkich notatek mających praktyczne zastosowanie w danej chwili, a potem już niemających żadnej wartości. Forma wykorzystania run z Bergen w życiu codziennym może przypominać współczesne notatki na małych kartkach albo nawet elektroniczne wiadomości, jak SMS-y lub wiadomości wysyłane przez komunikatory internetowe. Z powodu ograniczonego miejsca stosowano różne sposoby skracania tekstu, takie jak ligatury czy runy wiązane. Jest to kolejne podobieństwo między runami codziennego użytku a współczesną komunikacją elektroniczną. Odróżniało je to natomiast od pism formalnych, sporządzanych wówczas najczęściej w łacinie wykorzystując pismo łacińskie.

### Runy w handlu
Wśród run mających codzienne zastosowanie wyróżnia się runy związane z handlem oraz służące do oznaczenia własności. Stosowanie form zbliżonych do pisma w celu oznaczania właściciela lub twórcy danego przedmiotu sięga czasów starożytnej Mezopotamii, ale również w średniowiecznej Europie, w tym w Polsce, stosowano tzw. gmerki (lub merki na Kaszubach). Runy takie stanowi często tylko imię i informacja o posiadaniu, choć mogą być uzupełnione informacją o rodzaju towaru. Miało to zapobiec podmianie lub kradzieży. Były to czasem tabliczki z dziurą w celu zamocowania w niej sznurka do przymocowania do opisywanego przedmiotu. Imiona były najczęściej norweskie, ale zdarzały się też imiona obce jak „Heinrik” lub „Bótleifr”. Świadczy to o kontaktach handlowych z innymi krajami, co potwierdza również fakt, że Bergen było miastem hanzeatyckim. Bardziej skomplikowaną formą zastosowania run w handlu było prowadzenie księgowości i korespondencji. Do tego celu tabliczki runiczne nadawały się bardziej niż stosowany wówczas powszechnie pergamin i atrament, gdyż materiały te były drogie, a drewnianą tabliczkę można było stosować wielokrotnie, po uprzednim usunięciu warstwy ze starym tekstem. Za przykład zastosowania run w omówionym szerszym pojęciu w handlu mogą służyć runy, na których zapisano złożone zamówienie (B448) oraz prośbę o przedłużenie terminu spłaty należności (N648).

### Runy w poezji
Poezja, czy też różnego rodzaju teksty artystyczne, również pojawia się wśród runicznych znalezisk w Bergen. Teksty takie obejmowały szerokie spektrum tematów, od inskrypcji religijnych poprzez nawiązania do kultury antycznej z południa Europy aż do utworów erotycznych. Szczególnie często pojawia się cytat z Eneidy Wergiliusza, głoszący naukę „Miłość zwycięża wszystko”. Tekst ten można znaleźć na różnych przedmiotach, a występował też w połączeniu z tekstami pisanymi językiem staronorweskim, np. w inskrypcji B145. Za przykład poezji erotycznej można uznać runę B011, której tekst jest transkrybowany jako felleg er fuþ sin bylli fuþorglbasm. Utwór ten odnosi się do męskich i żeńskich narządów rozrodczych. Inskrypcja B257 zawiera dłuższy utwór, będący poematem lub zaklęciem miłosnym, zbliżonym bardzo w treści do poematu eddaicznego Skírnismál, a konkretnie zwrotki 36. Istnieją jednak wątpliwości co do przynależności wszystkich fragmentów inskrypcji do jednego tekstu.

### Inskrypcje miłosne
Inskrypcje miłosne mogą występować w funkcji rozkazującej, np. Kyss þú mik („Pocałuj mnie.” B540, sprzed 1170/71 r.) lub funkcji rozkazującej ze wskazaniem adresata komunikatu, a więc wykonawcę owego pocałunku, np. Ást min, kyss mik („Ukochany/ukochana, pocałuj mnie.” B017, po 1248 r.). „Ukochana” często zostaje doprecyzowana i zastąpiona konkretnym imieniem, np. Unn þú mér, ann ek þér. Gunnhildr! Kyss mik. Kann ek þik. („Kochaj mnie, ja kocham ciebie. Gunnildo! Pocałuj mnie. Znam ciebie.” B118, po 1248 r.). W ostatnim przypadku następuje rozbudowanie funkcji rozkazującej o pierwiastek informacyjny, który stanowi równie popularne w tej kategorii inskrypcji miłosne wyznanie. Wyznania miłosne przyjmują czasami bardziej rozbudowaną i romantyczną formę, np. Byrli minn! Unn mér! Ann ek þér af ástum ok af ǫllum huga. („Skarbie mój! Kochaj mnie! Kocham ciebie całym sercem i ze wszystkich moich myśli.” B493, sprzed 1248 r.). W jeszcze innych przypadkach pojawiają się nawet wątki zdrady, np. Ann ek svá konu manz at mér þykkir kaldr eldr. En ek em vinr vífs þessa. („Tak kocham żonę tego człowieka, że ogień wydaje mi się być zimny. A jestem przyjacielem [tzn. kochankiem] tej kobiety.” B644, sprzed 1198 r.). Afekty miłosne stały się ostatecznie podstawą do plotkowania, a środkiem przekazu miłosnych nowinek w średniowiecznym Bergen były właśnie inskrypcje runiczne, np. Smiðr sarð Vigðisi af snældubeinum („Kowal przespał się z Vigdis z rodu Sneldebein.” B039, sprzed 1332 r.).

### Inskrypcje w formie amuletów
W tej kategorii znajdują się inskrypcje runiczne, których cechą wspólną jest napis, składający się z ciągu wszystkich znaków młodszego futharku bądź jego sześciu początkowych run. Taki rodzaj zapisu uznaje się za pewną formę zaklęcia i zarazem dowodzi, że w średniowiecznym Bergen powszechnie kultywowano wiarę w niezwykłą moc run. Część deszczułek zaopatrzonych w otwór sugeruje stosowanie ich w formie amuletów zawieszonych na szyi. Runiczne zaklęcia mogą występować samodzielnie, np. inskrypcja B086, bądź w połączeniu z innymi rodzajami inskrypcji, np. ciąg wszystkich znaków młodszego futharku Fuþorkhniastbmly można znaleźć na odwrocie deszczułki z inskrypcją miłosną Ást min, kyss mik („Ukochany/ukochana, pocałuj mnie.” B017, po 1248 r.). Zaklęcia tworzono również poprzez powtarzanie jednej runy bądź kompozycji kilku run, niebędącej wyrazem. Część inskrypcji stanowią chrześcijańskie modlitwy często pisane po łacinie, np. Rex Judæorum In nomine Patris Nazarenus (B005, sprzed 1332) lub wezwania do świętych, np. O Alpha, Christus et Alpha Jesus et Maria, Marcus, Mattheus, Lucas, Johannes, Mattheus, Lucas (B106). Popularne było również szyfrowanie inskrypcji, np. za pomocą „szyfru rybiego”, aby uchronić ich magiczną moc przed osobami niepowołanymi.

## Przykłady znalezisk z okolic Bryggen
| B #  | Transkrypcja | Tekst znormalizowany | Tłumaczenie na język polski | Obiekt                                                                           |
| ---- | --- | --- | --- | -------------------------------------------------------------------------------- |
| B001 | øystein:ami harhar haæþrmþr hærmaþr maria | Eysteinn á mi[k] Herrmadr Herrmadr Herrmadr Maria | Posiada mnie Eystein Wojownik Wojownik Wojownik Maryja | Runekjevle (kawałek drewna o cylindrycznym kształcie służący do zapisywania run) |
| B003 | auema | Ave Maria | Bądź pozdrowiona, Maryjo (po łacinie) | Drewniany talerz                                                                 |
| B004 | io(an)a | Jóhann á | Johan posiada | Czaszka wieloryba                                                                |
| B005 | rexiudeorum innomini patrisnazarenus | Rex Judæorum In nomine Patris Nazarenus | (chrześcijański tekst po łacinie) | Część drewnianego krzyża                                                         |
| B007 | a(ue)m(ar)ia | Ave Maria | Bądź pozdrowiona, Maryjo (po łacinie) | Spód drewnianej miski                                                            |
| B009 | 3/1 3/2 3/3 3/4 3/5 = fuþor þbiss | fuþor[k] | futhark | Laska                                                                            |
| B011 | felleg er fuþ sin bylli fuþorglbasm | Ferligr er fuð sinn byrli Fuðorglbasm | Śliczna jest cipka, niech kutas ją wypełni! | Drewniana deseczka                                                               |
| B017 | ost : min : kis : mik | Ást min, kyss mik | Ukochany/ukochana, pocałuj mnie. | Drewniany patyczek                                                               |
| B039 | smiþur: sa(ar)þ :uiktisi af: snæltu: benum | Smiðr sarð Vigðisi af snældubeinum | Kowal przespał się z Vigdis z rodu Sneldebein. | Drewniany patyczek                                                               |
| B086 | fuþorkhniastbmly | fuþorkhniastbmly | (ciąg wszystkich znaków młodszego futharku) | Drewniany patyczek                                                               |
| B106 | o(al)fakris(tu)set(al)faie susetm(ar)iam(ar)cus mateus lucas iohannes mateus lucas | O Alpha, Christus et Alpha Jesus et Maria, Marcus, Mattheus, Lucas, Johannes, Mattheus, Lucas | O Alfa, Chrystus i Alfa, Jezus i Maryja, Marek, Mateusz, Łukasz, Jan, Mateusz, Łukasz | Drewniany amulet                                                                 |
| B118 | unÞu : mær : ank : Þær : gunnildr : kys mik | Unn þú mér, ann ek þér. Gunnhildr! Kyss mik. Kann ek þik. | Kochaj mnie, ja kocham ciebie. Gunnildo! Pocałuj mnie. Znam ciebie. | Drewniany patyczek                                                               |
| B149 | kRa sehir at þu kak heim | Gyða segir at þú gakk heim | Gyda mówi, żebyś przyszedł do domu | Drewniany patyczek                                                               |
| B190 | n=u er skǫra mykyl | nu er skøra mikil | teraz jest hałas wielki | Kość                                                                             |
| B386 | \|t=u ÷ fa=r * o=r : þema : po=l:o=ke ÷ sntd : rit ÷ til ÷ s¶¶yst=ur ÷ o=la=us ÷ hæt=usuæins ÷ h¶¶o=n : e=r ÷ i ÷ bia=ruin : at= =n:unu:set=ri o=k læita : ras ÷ uiþ : ha=na ÷ o=k uiþ : prønbr ÷ þina er þu : uil¶¶dir sætas : æki : at\| \|t=u : s(y)sni : iarls ÷ at=u : kena : nu * r(æ)tu * | Þess vil ek biðja þik, at þú far ór þeima flokki. Snid rít til sýstur Ólafs Hettusveins. Hon er í Bjǫrgvini at nunnusetri, ok leita ráðs við hana ok við frændr þína, er þú vildir sættask. Eigi átt þú synsemi jarls ... ... ... ... | Proponuję Ci, abyś opuścił swoje stronnictwo. Napisz wiadomość runiczną do siostry Ólafra Hettusveinna. Znajdziesz ją w klasztorze w Bergen. Spytaj ją o poradę, jeśli będziesz chciał zawrzeć porozumienie. Z pewnością jesteś mniej uparty niż Jarl. | Tabliczka woskowa                                                                |
| B493 | bylli min un mer an ek Þer af astom auk af | Byrli minn! Unn mér! Ann ek þér af ástum ok af ǫllum huga | Skarbie mój! Kochaj mnie! Kocham ciebie całym sercem i ze wszystkich moich myśli. | Drewniany patyczek                                                               |
| B540 | -[...]kisþumik | Kyss þú mik | Pocałuj mnie. | Drewniana podstawka                                                              |
| B644 | an ek sua : kono mans at mer : þyki kaltr æltr: en ek em uinr : uifs þæsua | Ann ek svá konu manz at mér þykkir kaldr eldr. En ek em vinr vífs þessa. | Tak kocham żonę tego człowieka, że ogień wydaje mi się być zimny. A jestem przyjacielem [tzn. kochankiem] tej kobiety. | Runekjevle (kawałek drewna o cylindrycznym kształcie służący do zapisywania run) |

Inskrypcja N B386 M umieszczona została na woskowej tabliczce i ukryta pod warstwą, na której zapisano mało znaczący tekst. Inskrypcja ta zawiera zaszyfrowaną wiadomość z okresu wojny domowej w średniowiecznej Norwegii (około 1130-1240), a jej treść głosi „Proponuję Ci, abyś opuścił swoje stronnictwo. Napisz wiadomość runiczną do siostry Ólafra Hettusveinna. Znajdziesz ją w klasztorze w Bergen. Spytaj ją o poradę, jeśli będziesz chciał zawrzeć porozumienie. Z pewnością jesteś mniej uparty niż Jarl.” Wspomniany Ólafr to prawdopodobnie Olav Ugjæva, pretendent do tronu norweskiego, pokonany przez Magnusa V.